# 香昆寺

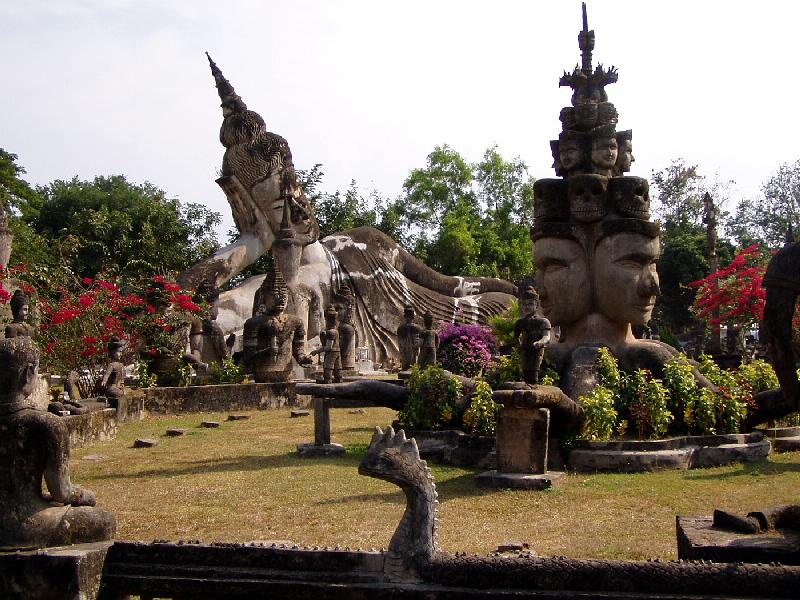
香昆寺

香昆寺，又被稱為佛陀公園，是位於老撾首都萬象東南25公里的雕塑公園。公園內有200多座印度教和佛教雕像。老撾政府把它作為旅遊景點和公園營運。

## 概觀
公園始建於1958年，由一個巫師Bunleua Sulilat建立。他的獨特觀點來自在越南學習時當地印度教的影響。1975年革命後，焦慮老撾人民革命黨統治的影響，他從老撾逃到了泰國，在那裡建了另一座雕塑公園，位於泰國的廊開，這兩個公園都毗鄰泰國 -老撾邊境（湄公河），距離彼此只有幾公里。
雕像由鋼筋混凝土製成，有許多佛像和印度教神祇雕像，這些雕塑大概是由不熟練的工人在Bunleua Sulilat的監督下製作的。一個著名的雕塑類似於一個巨大的南瓜。它有三個層次，分別代表地獄，人間和天堂三界。參觀者可以通過一個3米高的惡魔頭（9.8英尺）的一個開口進入，並從地獄爬到天堂。而另一座雕塑，一座40米長（130英尺）的佛像，也是公園的一個景點。